# Cyborgs (Ukraine)

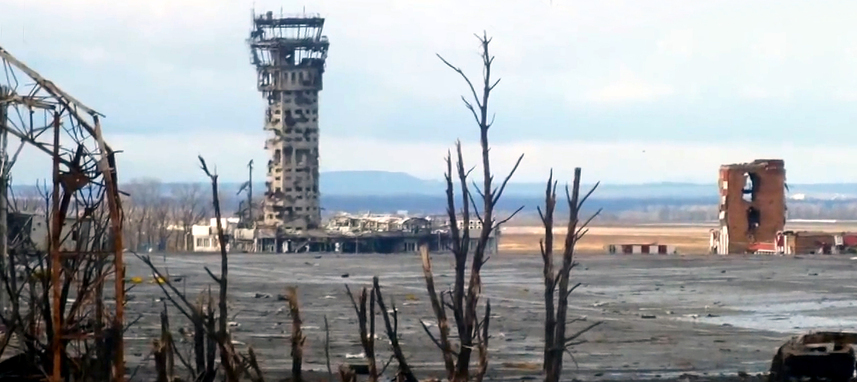
Flughafenruinen am 24. Dezember 2014

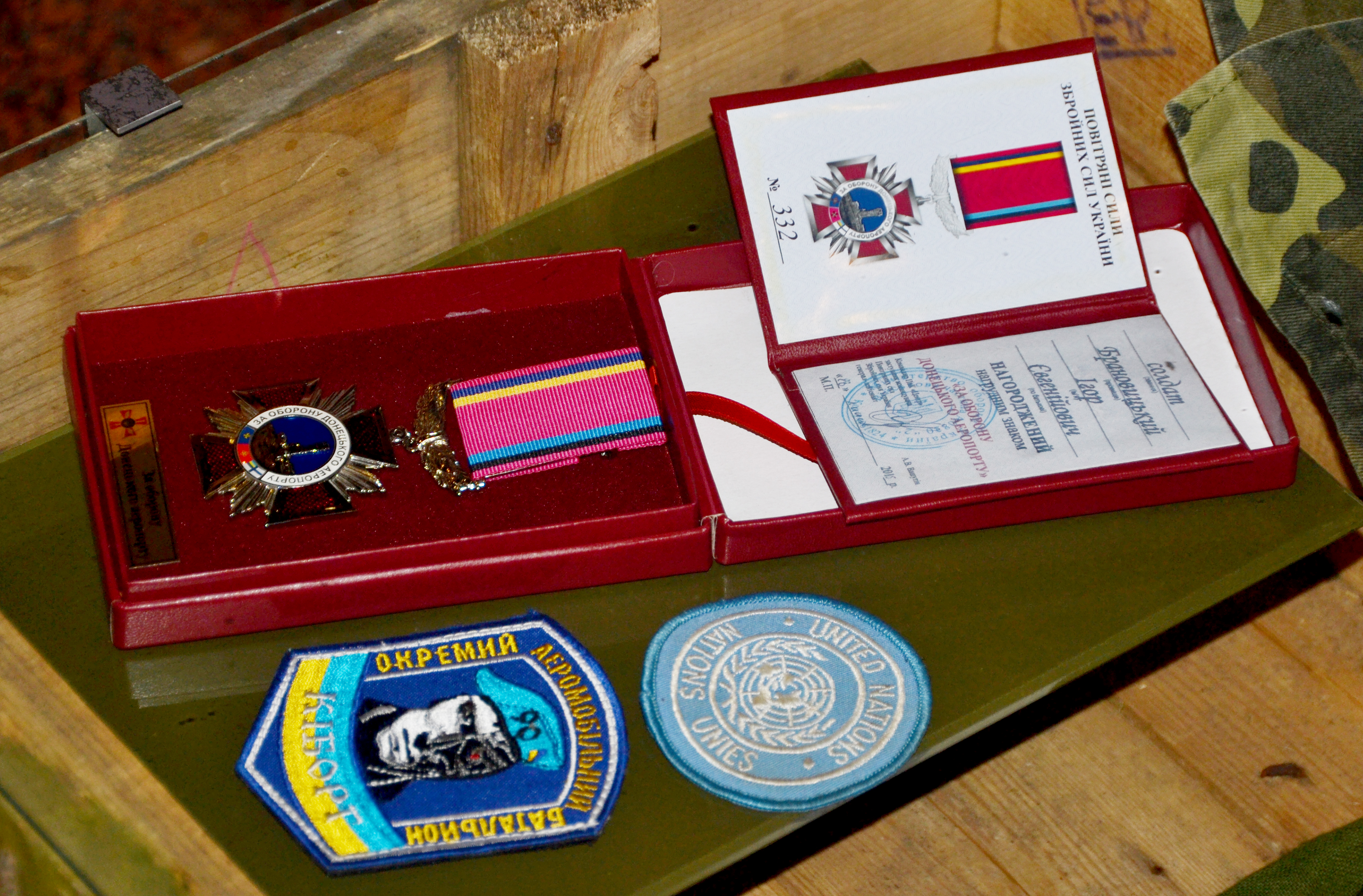
Cyborg-Abzeichen eines Soldaten, der bei den Kämpfen um den Flughafen Donezk gefallen ist

Als „Cyborgs“ (ukrainisch Кіборги, wiss. Transliteration Kiborhy) bezeichnet man ukrainische Kämpfer, die den Serhij-Prokofjew-Flughafen Donezk und sein Umland im russisch-ukrainischen Krieg vom 26. Mai 2014 bis zum 22. Januar 2015 verteidigt haben, sowie jene, die zu deren Unterstützungstruppen gehört haben. Alle haben sich dafür als Freiwillige gemeldet.
Der Ausdruck Cyborgs im Sinne der „Verteidiger des Flughafens Donezk“ wurde zum ersten Mal von einem unbekannten prorussischen Kämpfer im September 2014 genutzt. Er versuchte, auf diese Weise den Widerstandswillen der Ukrainer zu erklären. Nur wenige Dutzend ukrainische Kämpfer mit Kleinwaffen hatten ausgereicht, den Flughafen gegen besser ausgerüstete und zahlenmäßig überlegene Angreifer aus Russland zu verteidigen.

## Anzahl der DOK-Verteidiger
Im Flughafen selbst und im anliegenden Dorf Pisky haben Spezialkräfte des 3. Sonderregiments, Soldaten der 79., 80., 81., 95. Sonderfallschirmjägerbrigaden und der 93. Mechanisierten Infanteriebrigade, der 57. Sonderinfanteriebrigade, des 90. Sonderluftlande- und 74. Aufklärungsbataillons sowie Kämpfer des Dnipro-1-Regiments, als auch Kämpfer des Ukrainischen Freiwilligenkorps (ukrainisch Добровільчий український корпус) „DUK“ und einigen anderen Einheiten.
Es ist schwer, die genaue Zahl der Militärangehörigen, die an der Verteidigung des Flughafens teilgenommen haben, zu ermitteln, aber die Zahl der Toten ist bekannt. Insgesamt sollen 100 Kämpfer, einschließlich 4 vermisste Personen (eine davon war vermutlicher Verräter) zu beklagen sein. Die bestätigte Anzahl der dabei Verwundeten beträgt etwa 290 bis 305 Menschen.